# Campeonato Mundial de Triatlón de 2020
El XXXII Campeonato Mundial de Triatlón se celebró en Hamburgo (Alemania) el 5 de septiembre de 2020 bajo la organización de la Unión Internacional de Triatlón (ITU) y la Federación Alemana de Triatlón.
Inicialmente el campeonato, conocido como Series Mundiales, iba a ser una serie de seis competiciones donde la Gran Final iba a realizarse en Edmonton (Canadá). Pero debido a la pandemia de enfermedad por coronavirus tuvieron que ser canceladas las primeras etapas y la Gran Final, quedando solamente la sede de Hamburgo.

## Etapas
| Fecha           | Lugar                              | Tipo       |
| --------------- | ---------------------------------- | ---------- |
|                 | Abu Dabi ( Emiratos Árabes Unidos) | Esprint    |
|                 | Bermudas                           | Estándar   |
|                 | Yokohama ( Japón)                  | Estándar   |
|                 | Leeds ( Reino Unido)               | Estándar   |
| 5 de septiembre | Hamburgo ( Alemania)               | Esprint    |
|                 | Edmonton ( Canadá)                 | Gran Final |

## Resultados

### Medallistas
| Evento    | Oro                                    | Plata                       | Bronce                             |
| --------- | -------------------------------------- | --------------------------- | ---------------------------------- |
| Masculino | Vincent Luis Francia 49:13             | Vasco Vilaça Portugal 49:15 | Léo Bergere Francia 49:18          |
| Femenino  | Georgia Taylor-Brown Reino Unido 54:16 | Flora Duffy Bermudas 54:25  | Laura Lindemann · Alemania · 54:39 |

## Medallero
| Núm. | País        | Oro | Plata | Bronce | Total |
| ---- | ----------- | --- | ----- | ------ | ----- |
| 1    | Francia     | 1   | 0     | 1      | 2     |
| 2    | Reino Unido | 1   | 0     | 0      | 1     |
| 3    | Bermudas    | 0   | 1     | 0      | 1     |
| 3    | Portugal    | 0   | 1     | 0      | 1     |
| 5    | Alemania    | 0   | 0     | 1      | 1     |
|      | TOTAL       | 2   | 2     | 2      | 6     |